# Jefim Izakovič Zelmanov
Jefim Izakovič Zelmanov (rusky Ефим Исаакович Зельманов; * 7. září 1955 Chabarovsk, Ruská SFSR, SSSR) je ruský matematik. Zabývá se především různými oblastmi algebry, zejména neasociativní algebrou, Jordanovou algebrou, Lieovou algebrou a teorií grup. V roce 1994 obdržel Fieldsovu medaili.